# Elgin Baylor
Elgin Gay Baylor (Washington D.C., 16 september 1934 – Los Angeles, 22 maart 2021) was een Amerikaans voormalig basketbalspeler en coach. Hij speelde 14 seizoenen als small-forward voor de Minneapolis/Los Angeles Lakers in de NBA, waar hij verscheen in acht NBA-finales. Baylor was een begaafde schutter, een sterke rebounder en een volleerd passer. Baylor wordt beschouwd als een van de beste spelers aller tijden in de basketbal- en de NBA-competitie.

## Carrière

### Uitblinker in het collegebasketbal en uitgepikt door Minneapolis Lakers
Baylor speelde aanvankelijk collegebasketbal voor Idaho tijdens het seizoen 1954/55. Baylor scoorde dat seizoen gemiddeld 31,3 punten. Desondanks kon Baylor niet blijven spelen voor Idaho, waarna hij een jaar lang ging spelen voor een team in de Amateur Athletic Union in Seattle. In 1956 werd Baylor in de 14e ronde van de NBA Draft gekozen door de Minneapolis Lakers, maar Baylor verkoos toch actief te blijven in het collegebasketbal voor de Seattle Chieftains. In zijn eerste seizoen in Seattle liet Baylor 29,7 punten per wedstrijd optekenen. Ook in het seizoen 1957/58 ging Baylor verder door op zijn elan en mede dankzij zijn gemiddelde score van 32,5 punten per wedstrijd kon Seattle zich kwalificeren voor de finale van het NCAA-kampioenschap, waarin ze verloren van de Kentucky Wildcats. In 1958 was Baylor opnieuw kandidaat voor de NBA draft. Ook dit keer werd Baylor uitgekozen door de Minneapolis Lakers ditmaal als eerste in de eerste ronde, waarvoor hij nu wel een contract tekende.

### Rookie van het jaar (1959) en de eerste boycot van een NBA-wedstrijd

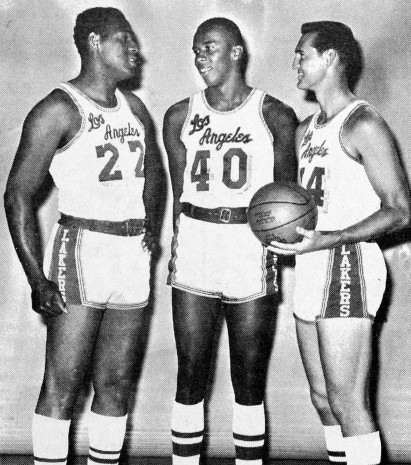
Elgin Baylor (links), Jerry Chambers (midden) en Jerry West (rechts)

Na de pensionering van George Mikan in 1954 waren de resultaten van de Minneapolis Lakers fors verslechterd, met onder andere slechts 19 overwinningen in het seizoen 1957/58 maar ook financiële problemen. Met de komst van Taylor hoopte Minneapolis het tij te kunnen doen keren. Baylor kreeg dan ook een contract van 20.000 USD per jaar, een aanzienlijk contract in die periode. Eigenaar Bob Short verklaarde hierover in 1971 in de Los Angeles Times: "If he had turned me down then, I would have been out of business. The club would have gone bankrupt" Baylor loste de hoge verwachtingen in zijn rookie-seizoen helemaal in met een wedstrijdgemiddelde van 24,9 punten (4e plaats), 15,0 rebounds (3e plaats) en 4,1 assists (8e plaats). Als uitschieter scoorde hij op 25 februari 1959 55 punten tijdens een overwinning van de Lakers tegen de Cincinnati Royals. Enkel Joe Fulk (63 punten) en George Mikan (61 punten) hadden ooit een betere prestatie neergezet.  Na overwinningen in de playoffs tegen de Detroit Pistons en St. Louis Hawks kon Minneapolis zich kwalificeren voor de NBA-finale. In deze finale werd Boston Celtics de tegenstander. Onder leiding van Red Auerbach als coach en onder andere Bob Cousy en Bill Russell op het terrein waren de Celtics echter met 4-0 te sterk voor Minneapolis. Als gevolg van zijn prestaties werd Baylor dan ook verkozen tot NBA Rookie of the Year en werd hij ook geselecteerd voor het NBA All-Star Game waarin hij ook werd verkozen tot All-Star Game MVP. Ook een eerste verkiezing voor het All-NBA Team was een eer die hem in zijn rookie-seizoen al te beurt viel.
Ook naast het basketbalveld liet Baylor zich dit seizoen opmerken. Op 16 januari 1959 moesten de Lakers op bezoek bij de Cincinnati Royals. Bij aankomst in hun hotel weigerde het hotel echter de 3 zwarte spelers van de Lakers te laten overnachten. Als gevolg hiervan besloot Baylor de betreffende wedstrijd niet te spelen.

### Verdere loopbaan inLos Angelesen zes verloren NBA finales tegen Boston Celtics
In het seizoen 1959/60 kon Baylor zijn statistieken nog verbeteren met oa. nog 29,6 punten en 16,4 punten per wedstrijd. In de playoffs werd er in de halve finale verloren van de Atlanta Hawks. Vanaf het seizoen 1960/61 verhuisde Baylor met de Lakers mee naar Los Angeles waar ze voortaan zouden gaan spelen. Met een gemiddelde van 34,8 punten per wedstrijd kon Baylor zijn persoonlijke statistieken nog verbeteren. Op 15 november 1960 scoorde Baylor maar liefst 71 punten in een wedstrijd tegen New York Knicks, meteen goed voor een nieuw NBA-record. De Lakers bereikten tijdens hun eerste seizoen in Los Angeles de finale van de Western conference waarin St. Louis Hawks echter te sterk was. Als gevolg van de uitvoering van de militaire dienstplicht in Washington kon Baylor in het seizoen 1961/62 slechts in 48 wedstrijden aantreden. Hij scoorde wel gemiddeld 38,3 punten per wedstrijd, enkel Wilt Chamberlain deed ooit beter. De Lakers kwalificeerden zich terug voor de NBA-finale, maar nu waren de Boston Celtics te sterk voor de Lakers. In de 5e wedstrijd van de finale scoorde Baylor 61 punten, een playoff-record dat pas in 1986 zou verbeterd worden door Michael Jordan. Ook in het seizoen 1962/63 bereikten de Lakers de NBA-finale, maar opnieuw werd er verloren van de Boston Celtics.
Vanaf het seizoen 1963/64 kreeg Baylor te maken met knieproblemen. Na een minder goed seizoen 1963/64 bereikten de Lakers in 1964/65 opnieuw de NBA-finale waarbij ze opnieuw het onderspit moesten delven tegen de Celtics. Baylor werd voor de zevende opeenvolgende keer verkozen in het All-NBA First Team. Ook op het einde van het seizoen 1965/66 kregen we een zelfde NBA Finale waarbij de Lakers voor de vierde keer hun meerdere moesten in de Celtics. Dit scenario herhaalde zich in 1968 en 1969. Baylor verloor met de Lakers zo 6 keer de NBA finale tegen Boston Celtics. Ook in 1970 bereikten de Lakers de de finale, maar dit keer waren de New York Knicks te sterk. Ondertussen begon Baylor steeds meer hinder te ondervinden van knieproblemen. Na twee wedstrijden van het seizoen 1970/71 kwam er zo al een einde aan het seizoen van Baylor. Hij keerde nog even terug aan het begin van het seizoen 1971/72 maar na 9 wedstrijden beëindigde hij onmiddellijk zijn loopbaan. In 14 seizoenen bij de Lakers kon hij, ondanks 7 finales, echter nooit de NBA-titel behalen. Hij sloot zijn carrière af met 23149 punten, 11463 rebounds en 3650 assists. 
In 1977 werd Baylor opgenomen in de Basketball Hall of Fame. Hij werd opgenomen in het NBA's 35th Anniversary All-Time Team, het NBA's 50th Anniversary All-Time Team en het NBA's 75th Anniversary All-Time Team.  In 2018 werd Baylor vereeuwigd met een standbeeld voor het Staples Center in Los Angeles.

### Blijvend actief in het basketbal en overlijden in 2021
Van 1975 tot 1979 coachte hij het New Orleans Jazz-team. In 1986 werd hij bij de Los Angeles Clippers aangesteld als vice-president, een functie die hij tot 2008 zou uitoefenen. 
Baylor overleed medio maart 2021 op 86-jarige leeftijd.

## Erelijst en onderscheidingen
- Opname in de Basketball Hall of Fame
- 11 x selectie NBA All-Star Game: 1959 tot 1965, 1967 tot 1970
- 1 x MVP NBA All-Star Game: 1959
- 10 x All-NBA First Team: 1959 tot 1965, 1967 tot 1969
- NBA Rookie of the Year: 1959
- NBA's 35th Anniversary All-Time Team
- NBA's 50th Anniversary All-Time Team
- NBA's 75th Anniversary All-Time Team
- Nummer 22 teruggetrokken door de Los Angeles Lakers
- Nummer 22 teruggetrokken door de Seattle Redhawks

## Statistieken

### Reguliere Seizoen
| Seizoen   | Team               | WG  | MPW  | VG%  | VW%  | RPW  | APW | PPW  |
| --------- | ------------------ | --- | ---- | ---- | ---- | ---- | --- | ---- |
| 1958-1959 | Minneapolis Lakers | 70  | 40,8 | 40,8 | 77,7 | 15,0 | 4,1 | 24,9 |
| 1959-1960 | Minneapolis Lakers | 70  | 41,0 | 42,4 | 73,2 | 16,4 | 3,5 | 29,6 |
| 1960-1961 | Los Angeles Lakers | 73  | 42,9 | 43,0 | 78,3 | 19,8 | 5,1 | 34,8 |
| 1961-1962 | Los Angeles Lakers | 48  | 44,4 | 42,8 | 75,4 | 18,6 | 4,6 | 38,3 |
| 1962-1963 | Los Angeles Lakers | 80  | 42,1 | 45,3 | 83,7 | 14,3 | 4,8 | 34,0 |
| 1963-1964 | Los Angeles Lakers | 78  | 40,6 | 42,5 | 80,4 | 12,0 | 4,4 | 25,4 |
| 1964-1965 | Los Angeles Lakers | 74  | 41,3 | 40,1 | 79,2 | 12,8 | 3,8 | 27,1 |
| 1965-1966 | Los Angeles Lakers | 65  | 30,4 | 40,1 | 73,9 | 9,6  | 3,4 | 16,6 |
| 1966-1967 | Los Angeles Lakers | 70  | 38,7 | 42,9 | 81,3 | 12,8 | 3,1 | 26,6 |
| 1967-1968 | Los Angeles Lakers | 77  | 39,3 | 44,3 | 78,6 | 12,2 | 4,6 | 26,0 |
| 1968-1969 | Los Angeles Lakers | 76  | 40,3 | 44,7 | 74,3 | 10,6 | 5,4 | 24,8 |
| 1969-1970 | Los Angeles Lakers | 54  | 41,0 | 48,6 | 77,3 | 10,4 | 5,4 | 24,0 |
| 1970-1971 | Los Angeles Lakers | 2   | 28,5 | 42,1 | 66,7 | 5,5  | 1,0 | 10,0 |
| 1971-1972 | Los Angeles Lakers | 9   | 26,6 | 43,3 | 81,5 | 6,3  | 2,0 | 11,8 |
| Carrière  | Carrière           | 846 | 40,0 | 43,1 | 78,0 | 13,5 | 4,3 | 27,4 |
| All Star  | All Star           | 11  | 29,2 | 42,7 | 79,6 | 9,0  | 3,5 | 19,8 |

### Playoffs
| Seizoen   | Team               | WG  | MPW  | VG%  | VW%  | RPW  | APW | PPW  |
| --------- | ------------------ | --- | ---- | ---- | ---- | ---- | --- | ---- |
| 1958-1959 | Minneapolis Lakers | 13  | 42,8 | 40,3 | 77,0 | 12,0 | 3,3 | 25,5 |
| 1959-1960 | Minneapolis Lakers | 9   | 45,3 | 47,4 | 84,0 | 14,1 | 3,4 | 33,4 |
| 1960-1961 | Los Angeles Lakers | 12  | 45,0 | 47,0 | 82,4 | 15,3 | 4,6 | 38,1 |
| 1961-1962 | Los Angeles Lakers | 13  | 43,9 | 43,8 | 77,4 | 17,7 | 3,6 | 38,6 |
| 1962-1963 | Los Angeles Lakers | 13  | 43,2 | 44,2 | 82,5 | 13,6 | 4,5 | 32,6 |
| 1963-1964 | Los Angeles Lakers | 5   | 44,2 | 37,8 | 77,5 | 11,6 | 5,6 | 24,2 |
| 1964-1965 | Los Angeles Lakers | 1   | 5,0  | 0,0  | –    | 0,0  | 1,0 | 0,0  |
| 1965-1966 | Los Angeles Lakers | 14  | 41,9 | 44,2 | 81,0 | 14,1 | 3,7 | 26,8 |
| 1966-1967 | Los Angeles Lakers | 3   | 40,3 | 36,8 | 75,0 | 13,0 | 3,0 | 23,7 |
| 1967-1968 | Los Angeles Lakers | 15  | 42,2 | 46,8 | 67,9 | 14,5 | 4,0 | 28,5 |
| 1968-1969 | Los Angeles Lakers | 18  | 35,6 | 38,5 | 63,0 | 9,2  | 4,1 | 15,4 |
| 1969-1970 | Los Angeles Lakers | 18  | 37,1 | 46,6 | 74,1 | 9,6  | 4,6 | 18,7 |
| Carrière  | Carrière           | 134 | 41,1 | 43,9 | 76,9 | 12,9 | 4,0 | 27,0 |